# Боса Цветић
Боса Цветић (Гуча, код Чачка, 1. фебруар 1912 — Београд, 11. јануар 1975) била је учесница Народноослободилачке борбе, друштвено-политичка радница Социјалистичке Републике Србије.

## Биографија
Рођена је 1. фебруара 1912. године у Гучи, код Чачка. Основну школу је завршила у родном месту, а гимназију у Крушевцу. Током гимназијских дана приступила је револуционарном омладинском покрету.
Током студија на Филозофском факултету у Београду, активно је учествовала у револуционарном студентском покрету. У чланство илегалне Комунистичке партије Југославије (КПЈ) примљена је фебруара 1935. године. Радила је на разним партијским задацима — путовала је као курир у Беч, где се тада налазило средиште ЦК КПЈ, такође је путовала и по унутрашњости и преносила пошто и партијски материјал. Учествовала је у припремама за штампање илегалног партијског листа „Комунист“.
Због револуционарног рада била је више пута хапшена. Први пут је била ухапшена новембра 1935. приликом откирвања илегалне партијске штампарије. Тада је била задржана у притвору све до августа 1936. када је изведена пред Државни суд за заштиту државе, који ју је осудио на шест месеци затвора. Пошто је девет месеци провела у притвору, пуштена је одмах на слободу. Други пут је ухапшена децембра 1936. и задржна у притвору до априла 1937. године. Од тада па до последњег хапшења, децембра 1939. била је неколико пута привођена. Децембра 1939. била је ухапшена и држана у притвору до јануара 1940. године.
Била је активна у Омладинској секцији Женског покрета и у часопису „Жена данас“, које на иницијативу КПЈ покренут 1936. године. Такође је активно учествовала у раду организације „Црвена помоћ“, која се борила за побољшање услова живота политички затвореника-комуниста.

### Народноослободилачка борба
После окупације Краљевине Југославије, априла 1941. године, радила је на прикупљању оружја, муниције, санитетског и другог ратног материја. Потом је у и припрема за организовање устанка, напустила је Београд и прешла у Ужице, где је ступила у партизане и постала борац Пожешке чете Ужичког партизанског одреда. После краћег времена, прешла је на терен Ваљева и ступила у Ваљевски партизански одред, где је била борац и болничарка.
После Прве непријатељске офанзиве, у јесен и зиму 1941. године издржала је све тешкоће, са којима се сусрео Ваљевски одред, као једина организована партизанска јединица у западној Србији. Почетком марта 1942. године, са осталим борцима Ваљевског одреда прешла је преко Дрине у Босну, где су се повезали са главнином партизанских снага. Тада је постала борац Друге пролетерске ударне бригаде. Била је храбар борац и пожртвована болничарка, а за свој рад је била похваљена и од стране Врховног команданта Јосипа Броза Тита.
Касније је постала члан Санитета Друге пролетерске дивизије, а у јесен 1942. је постављена за члана Политодела Шесте крајишке ударне бригаде. Као политички руководилац истакла се у организовању и учвршћивању партијских организација у бригади, а политички је деловала и на терену где је бригада боравила, углавном терену Козаре и Подгрмеча.
У пролеће 1944. године постала је руководилац Политодела Једанаесте крајишке дивизије. Са овом јединицом, у јесен 1944. је прешла у Србију и учествовала у борбама за ослобођење Београда и Сремском фронту. Новембра 1944. повучена је из дивизије и пребачана на политички рад — преузела је дужност секретара Окружног комитета КПЈ за Крушевац.

### Послератна каријера
После ослобођења Југославије, 1945. године, обављала је одговорне друштвено-политичке функције у Социјалистичкој Републици Србији. Члан Централног комитета Савеза комуниста Србије (ЦК СКС), била је од 1945. до 1968. године и руководила је радом Инструкторске и Организационо-кадровске управе ЦК СКС. На Седмом конгресу СКЈ, 1958. године, била је бирана за члана Централне ревизионе комисије СКЈ.
У пероду од 1953. до 1963. године била је члан неколико сазива Извршног већа НР Србије. Такође обављала је и функциције председнице Антифашистичког фронта жена Србије, председнице Савеза женских друштава Југославије и чланице Главног одбора Социјалистичког савеза радног народа Србије. Од 1963. до 1971. године била је судија Уставног суда СР Србије. Више пута је бирана за народног посланика савезне и републичке скупштине. Имала је чин резервног потпуковника ЈНА.
Умрла је 11. јануара 1975. године у Београду и сахрањена је у Алеји заслужних грађана на Новом гробљу у Београду.
Носилац је Партизанске споменице 1941. и других југословенских одликовања, међу којима су — Орден народног ослобођења, Орден заслуга за народ са златном звездом, Орден братства и јединства са златним венцем и Орден за храброст.